# Вирусы гриппа
Эта статья о патогенах — вирусах гриппа. О заболевании — статья Грипп.
Вирусы гриппа (лат. Influenzavirus) — четыре монотипных рода вирусов из семейства ортомиксовирусов (Orthomyxoviridae), представители которых вызывают заболевания у рыб, птиц и млекопитающих, в том числе грипп у человека. В филогенетике образуют кладу.
На 2007 год выявлено более 2000 вариантов (серотипов, линий, штаммов) вирусов гриппа, различающихся между собой антигенным спектром. На 2020 год — более 25000 сероваров.

## Классификация
Вирусами гриппа называют монотипные роды Alphainfluenzavirus, Betainfluenzavirus, Gammainfluenzavirus, Deltainfluenzavirus (до октября 2018 года назывались Influenzavirus A, B, С и D), каждый из них состоит только из одного вида Influenza A—D virus соответственно. Они относятся к семейству Ortomyxoviridae, которое кроме этих четырёх родов включает изавирусы, тоготовирусы и кваранфилвирусы.
Антигенные свойства внутренних белков РНП (англ. ribonucleoprotein, RNP) вириона, которые не дают перекрёстных межтиповых серологических реакций, определяют принадлежность вируса гриппа к роду.
Дальнейшее деление, в случае вируса типа «A», проводится согласно подтипам (серотипам) поверхностных белков (гликопротеинов) гемагглютинина (HA) и нейраминидазы (NA).
С 1980 года по рекомендации ВОЗ в обозначение штаммов вирусов гриппа включают:
1. тип;
2. место выделения (географическое происхождение штамма);
3. индекс, присвоенный в лаборатории (порядковый номер штамма);
4. год выделения;
5. (только для вирусов животных) название животного, являющегося естественным хозяином вируса (от которого выделен вирус).
6. индекс поверхностных белков, ставится последним и заключается в скобки, имеет смысл только для вируса типа «A»;

Примеры: «А (Бразилия) 11/78 (H1N1)» (вирус гриппа «A» человека с гемагглютинином H1, нейраминидазой N1, выделенный в Бразилии в 1978 г.), «A/Moscow/10/99 (H3N2)», «A/New Caledonia/120/99 (H1N1)», «B/Hong Kong/330/2001», «A/Fujian/411/2002 (H3N2)».
Вирусы гриппа A и B вызывают сезонные эпидемии у людей.

### Alphainfluenzavirus
Монотипный род, прежнее название: Influenzavirus A. Вирус гриппа типа «А».
Ежегодно вызывает вспышки гриппа, часто — эпидемии, периодически — пандемии. Это обусловлено высокой степенью изменчивости вируса: вирус типа «A» подвержен и антигенному сдвигу (шифту), и антигенному дрейфу. В 2018 году среди людей циркулируют вирусы гриппа подтипов A(H1N1) и A(H3N2).
Естественным резервуаром вируса гриппа «А» являются водоплавающие птицы. Иногда он передаётся другим птицам, в результате может заразить домашних птиц, от них — домашних животных и затем людей, приводя к эпидемиям и пандемиям.
У птиц вирус поражает клетки эпителия в пищеварительном тракте, у человека — эпителиальные клетки дыхательных путей.
Внутри вида Influenza A virus выделены (наблюдаются в природе) несколько серотипов:
- H1N1, вызвавший пандемии испанского гриппа в 1918 и свиного гриппа в 2009 годах (по старой классификации в нём выделяют три сероподтипа: Hsw1N1, H0N1 и H1N1[8]);
- H1N2[англ.], эндемичный для людей, свиней и птиц;
- H2N2[англ.], вызвавший пандемию азиатского гриппа в 1957 году;
- H3N2[англ.], вызвавший пандемию гонконгского гриппа в 1968;
- H5N1, вызвавший пандемию птичьего гриппа в 2004;
- H6N1[англ.], выявлен у единственного больного, был вылечен;
- H7N2[англ.]
- H7N3[англ.]
- H7N7[англ.], связан с конъюнктивитом человека и имеет высокий потенциал эпизоотий[15];
- H7N9[англ.], ответственный за шесть эпидемий в Китае, ныне имеет высокий пандемический потенциал среди других серотипов гриппа «А»[16];
- H9N2[англ.]
- H10N7
- H17N10[17]
- H18N11[17]

На 2016 год известно 18 подтипов гемагглютинина (HA) и 11 подтипов нейраминидазы (NA), всего возможно 198 вариантов вируса.
Вирион вируса типа «A» содержит восемь сегментов вирусной РНК.

### Betainfluenzavirus
Монотипный род, прежнее название: Influenzavirus B. Вирус гриппа типа «B».
Вирус гриппа типа «В» изменяется по типу дрейфа, но не сдвига.
Он не подразделяется на подтипы, но может подразделяться на линии. В 2018 году циркулировали вирусы гриппа типа В линий В/Ямагата и В/Виктория. Вероятно, линия В/Ямагата вымерла в результате карантинных мер во время пандемии COVID-19.
Естественным резервуаром Influenzavirus B является человек. Вирус поражает верхние и нижние дыхательные пути, симптомы похожи на вызываемые вирусом типа «A». Имеет ограниченное число линий, вероятнее всего из-за этого большинство людей приобретают иммунитет к Influenzavirus B в раннем возрасте. Этот вид изменчив только по гемагглютинину, антигенный дрейф HA не такой активный, как у Influenzavirus A.
Вирус гриппа «B» вызывает эпидемии, но достаточно редко, раз в 4—6 лет, они развиваются медленно по сравнению с вызванными вирусом «A» и, как правило, охватывают 8—10 % населения. Известны две эпидемии в СССР с максимумами весной 1963 г. и весной 1974 г. Кроме того, вирус «B» присутствовал во многих эпидемиях совместно с вирусом типа «A».
Вирус гриппа типа «B» похож на вирус типа «A», их трудно различить под электронным микроскопом. Оболочка вирионов «B» содержит 4 белка: HA, NA, NB и BM2. BM2 представляет собой протонный канал, используемый при дикапсидации вируса (в клетку). Белок NB считается ионным каналом, но это не обязательное условие для репликации вируса в клеточной культуре. Геном вируса  состоит из восьми фрагментов РНК.

### Gammainfluenzavirus
Монотипный род, прежнее название: Influenzavirus С. Вирус гриппа типа «C».
Вирус гриппа «C» выявляется у больных реже, чем «B» и «A», он обычно приводит к легким инфекциям, для человека не опасен и не представляет проблемы для общественного здравоохранения.
Естественным резервуаром Influenzavirus С является человек, он заражает также свиней и в экспериментах может передаваться между свиньями. Поражает верхние дыхательные пути, главным образом у детей, клинические симптомы слабые. Серологические исследования выявили глобальную распространённость вируса типа «C». Большинство людей получают иммунитет к нему в раннем возрасте.
Вирусу типа «С» не свойственен антигенный сдвиг и он слабо изменяется. Influenzavirus С антигенно намного более стабилен, чем вирус типа «A» и наблюдаемая среди них высокая степень поперечной реактивности изолирует эти виды друг от друга.
Вирус гриппа «C» вызывает рассеянные заболевания и почти никогда не дает эпидемических вспышек.
Содержит 7 фрагментов генома. Имеет только один оболочечный (проникающий через стенку клетки-жертвы) гликопротеин HEF (англ. hemagglutinin esterase fusion – слияние гемагглютинина и эстеразы), выполняющий роль обоих гликопротеинов (HA и NA) вирусов типов «A» и «B». Не делится на подтипы. Выделены 6 линий генома, но из-за частых рекомбинаций разных линий в последнее время появились новые варианты, представляющие эпидемическую угрозу.

### Deltainfluenzavirus
Монотипный род, прежнее название: Influenzavirus D, вирус гриппа типа «D».
Вирусы гриппа группы «D», в основном, инфицируют крупный рогатый скот. По имеющимся данным, они не инфицируют людей и не вызывают у них заболеваний.
Deltainfluenzavirus поражает коров, которые являются естественным резервуаром, и свиней. Встречается у мелкого рогатого скота (овец и коз). Есть признаки передачи вируса типа «D» от коров человеку — у людей, контактирующих с коровами, обнаружены антитела к нему, но заражённых людей не выявлено. Структурно похож на вирус типа «C», вместо HA и NA содержит HEF.
Deltainfluenzavirus содержит 7 фрагментов одноцепочечной РНК, не менее 50 % аминокислот совпадают с вирусом типа «C», но один из основных белков — M1 — в вирусе типа «D» отличается от вируса типа «C». Этот вирус был выделен в отдельный вид, потому что при смешении его генетического материала с вирусом «C» они не дают живучих потомков.

## История обнаружения
Первый вирус гриппа был выделен у птиц (кур) в 1901 году в Италии, но был идентифицирован как возбудитель «чумы птиц» или «чумы кур». (Публикация 1902 года: 
Centanni E. Die Vogelpest. Beitrag zu dem durch Kerzen filtrierbaren Virus. Centralblatt für Bakteriologie, Parasitenkunde und Infektionskrankheiten. 1 Abteilung: Medizinische-hygienische Bakteriologie und tierische Parasitenkunde 1902; 31:145–152, 182—201.) Через 50 лет после этого было установлено, что вирус чумы птиц – это один из вирусов гриппа «А» птиц.
Вирус гриппа «А» у свиней в 1931 году выделил американский учёный Ричард Шоуп (англ. Richard Shope).
Вирус гриппа человека был выделен в 1933 году в Англии в Национальном Институте Медицинских Исследований вирусологами Уилсоном Смитом, Кристофером Эндрюсом и Патриком Лейдлоу.
Первое успешное применение серологического метода идентификации штаммов гриппа, выделенных от человека, описали в 1936 году Thomas Pleines Magill и Thomas Francis Jr..
В 1940 году был выделен вирус гриппа «В».
1951 году по технологии культивирования вирусов «на куриных эмбрионах» был выделен вирус гриппа «С».
В 2003 году в результате четырёхлетней работы в лабораториях был получен (восстановлен) и изучен вирус пандемии «испанки» 1918 года.
Вирус гриппа типа «D» впервые выделен в 2011 году в США у свиней.
В 2013 году у летучих мышей, обитающих в Центральной Америке, был обнаружен вирус гриппа типа «A» с последними по сей день вариантами HA и NA: серотип H18N11.

## Структура и свойства
Вирион (инфекционная частица) гриппа имеет форму сферы или приближающуюся к шарообразной, его диаметр 100−120 нм.
Вирус гриппа представляет собой оболочечный вирус: внешний слой — липидная мембрана, в которую вставлены «шипы»: гликопротеины и матриксный белок M2, формирующий ионные каналы. Под липидной мембраной расположен матричный (матриксный) белок M1, он формирует внутренний слой оболочки вируса, придает устойчивость и жесткость внешней липидной оболочке.
Гликопротеины гемагглютинин и нейраминидаза — ключевые белки для размножения вируса типов «A» и «B». Гемагглютинин используется для проникновения в клетку, нейраминидаза — для выхода из неё.
Внутри вириона находится геном вируса, который несёт генетическую информацию об оболочечных и внутренних белках вируса. Геном представлен в виде рибонуклеопротеинового комплекса vRNP (нуклеопротеин в комплексе с геномной РНК вируса), который содержит фрагменты РНК, прикреплённые к белку нуклеопротеину (NP), и три белка полимеразного комплекса: PB1, PB2 и PA. Внутренняя часть вириона также включает белок NEP.
У вируса типа «A» 8 фрагментов РНК кодируют 11 белков: HA, M1 (англ. matrix 1), M2, NA, NP (англ. nucleocapsid protein), NS1 (англ. non-structural protein 1), NS2 (он же NEP, англ. nuclear export protein), PA (англ. polimerase acid), PB1 (англ. polymerase basic 1), PB1-F2 (англ. polymerase basic 1 frame 2), PB2.
При заражении клетки вирусы типа «A» прикрепляются внешней частью HA к сиаловым кислотам на поверхности клеток−мишеней и вирионы проникают в клетку посредством эндоцитоза. Низкий pH внутри эндосомы приводит к изменению во второй части HA, в результате происходит изменение конформации HA и вирусная мембрана сливается с мембраной эндосомы. Ионные каналы, сформированные белком M2, дополнительно понижают pH внутри эндосомы, в результате комплекс vRNP диссоциируется от матриксного белка M1 и фрагменты вирусной РНК проникают в цитоплазму клетки и далее в клеточное ядро.
Репликация вирусной РНК происходит в клеточном ядре с помощью вирусных полимераз PA, PB1 и PB2, синтез вирусных белков производится в цитоплазме, процессинг белков M1, HA и NA происходит в эндоплазматическом ретикулуме и аппарате Гольджи. Синтезированные белки M1, HA и NA направляются к мембране.
Синтезированный белок NP направляется в ядро, где образует комплекс с фрагментами реплицированной вирусной РНК и синтезированными полимеразами, затем при помощи матриксного белка M1 направляется в цитоплазму и далее к клеточной мембране.
На клеточной мембране из синтезированных белков, комплексов vRNP и собственно мембраны собираются новые вирусные частицы, которые отпочковываются от клетки с помощью гликопротеина NA (речь о вирусе «A»). NA отщепляет сиаловые кислоты, препятствующие отделению HA вирусной оболочки от клетки.
Восьмой сегмент РНК вируса типа «A» кодирует неструктурные белки NS1 и NS2. Белок NS1 подавляет трансляцию митохондриальной РНК клетки, а также синтез и работу интерферона, и является основным фактором патогенности вируса гриппа. Белок NS2, он же NEP, обеспечивает ядерный экспорт вирусной РНК в комплексе с NP.
Вирус гриппа уничтожает не каждую клетку. Типично происходит следующее: вирус проникает в клетку, размножается и организованно выходит из неё — клетка остаётся целой и иногда живой. При этом вирус способен эксплуатировать клетку несколько раз.
Кроме реплицирования вирусной РНК, вирусные частицы в клетке синтезируют белки, один из которых, PB1-F2 выделяется из клетки, в человеке через бронхи попадает в лёгкие и уничтожает макрофаги лёгочной ткани, таким образом провоцируя лёгочные инфекции, в частности, пневмонию.
Вирус гриппа типа «A» характеризуется высокой изменчивостью, что обусловлено двумя особенностями генома.
Первое свойство, фрагментарность генома вируса, обеспечивает возможность обмена генами между двумя вирусами одного типа, если ими обоими заражены одни и те же клетки. В этом случае в клетке синтезируются два набора одноимённых генов двух разных вирусов, и в потомстве появляются вирусы с разными комбинациями одноимённых генов и с разным набором поверхностных антигенов. Такие вирусы называют рекомбинантами или реассортантами (вирусы с пересортированными генами), а явление —  антигенный шифт (сдвиг). Например, при совместном выращивании в клетках H1N1 и H3N2 в потомстве образуются как исходные формы, так и рекомбинанты: H1N1, H3N2, H1N2, H3N1. Процессы рекомбинации генов легко воспроизводятся в эксперименте и часто наблюдаются в естественных условиях. Такое скачкообразное изменение вызывает пандемию: люди, болевшие ранее гриппом, полностью восприимчивы к новому вирусу, и, не встречая коллективного иммунитета, он быстро распространяется среди населения земного шара. Рекомбинация является одной из главных причин изменчивости вирусов гриппа и используется при получения штаммов вируса гриппа для приготовления вакцин.
Второе свойство вирусов гриппа — изменчивость их гликопротеидов (NA и HA) в результате мутаций, антигенный дрейф — антигенные различия сначала невелики, но постепенно увеличиваются.
Вирусы гриппа выживают в воздушной среде до 4 часов, при этом вирусы типа «A» более устойчивы, чем «В». В высохших и осевших каплях аэрозоля вирус сохраняется на постельном белье до 2 недель, в комнатной пыли — до 5 недель. Влажная уборка с дезинфицирующими средствами полностью обеззараживает помещение.
Общими свойствами культур, несущих вирус гриппа, являются:
1. периодически возникающая клеточная дегенерация;
2. выраженное увеличение жизни первично трипсинизированных инфицированных культур по сравнению с незараженными;
3. значительные изменения свойств вируса в процессе персистирования.

## Эпидемиология
Особенности эпидемического распространения вирусов гриппа определяются высочайшей изменчивостью вируса гриппа типа «A» и значительной — типа «В». Каждый новый сдвиговый или дрейфовый вариант вируса «A» или «В» способен преодолевать иммунитет, приобретённый человеком к ранее циркулировавшим вариантам того же вируса.
Причина глобального распространения гриппа — в уникальных особенностях его возбудителей, не имеющих аналогов среди других вирусов:
фрагментарность генома и изменчивость белков (гликопротеидов), с которыми связан иммунитет к гриппу.
Разные серотипы (серологические разновидности — разновидности одного вируса, отличающиеся антигенным составом) не дают перекрестный иммунитет.
Антитела, вырабатываемые в ответ на гликопротеины вируса, составляют основу иммунитета против определённого подтипа возбудителя гриппа.
Рекомбинация генов и антигенный сдвиг вызывают появление новых форм вируса и приводят к эпидемиям и пандемиям. Затем антигенный дрейф способствует продолжению эпидемии.
На 1984 год причины появления новых или возврата старых вирусов полностью не ясны. Одни исследователи полагают, что исчезнувшие вирусы сохраняются в скрытом виде в человеческой популяции, другие — что новые вирусы возникают в результате рекомбинаций между вирусами гриппа человека и вирусами гриппа животных, что подтверждается выявлением у животных и птиц вирусных белков, близких или тождественным таковым у вируса, позднее вызвавшего эпидемию.
Вирусы гриппа типа «A» человека легко передаются домашним животным и птицам и вызывают у них заболевания. В природе отмечаются эпизоотии гриппа «A», чаще среди птиц. Наибольший резервуар гриппа «A» животных — птицы, и он может передаваться от птиц к млекопитающим. Известна вспышка смертельной эпизоотии гриппа, подобного чуме птиц, среди тюленей в 1979−1980 годах на американском побережье северной Атлантики.
Описаны случаи заражения человека гриппом животных. Широкого распространения такой грипп никогда не имел.
История антигенных сдвигов вируса гриппа «A» с 1918 по 1981 г.:
- с 1918 по 1957 г. преобладали три главных дрейф-варианта Hsw1N1, H0N1, H1N1;
- с 1957 по 1968 г. — H2N2;
- с 1968 по 1977 г. — H3N2;
- с 1977 по 1981 г. циркулируют одновременно два вируса: H3N2 и H1N1.

В результате антигенного дрейфа под давлением коллективного иммунитета отбираются наиболее выраженные мутации, и развивается эпидемия. В первой половине XX века такие эпидемии наблюдались каждые 3−5 лет, теперь, с резким ростом населения планеты — почти ежегодно.
Вирусы типа «B» вызывают те же заболевания, что и типа «A», не вызывают пандемий, но приводят к большей смертности
Вопреки широко распространенному мнению, вирус гриппа вызывает у человека стойкий иммунитет. Повторная заболеваемость гриппом – это результат изменчивости вируса гриппа  (антигенного дрейфа и антигенных сдвигов).